# Grapsus adscensionis
Grapsus adscensionis is een krabbensoort uit de familie van de Grapsidae. De wetenschappelijke naam van de soort is voor het eerst geldig gepubliceerd in 1765 door Osbeck.